# Junior Angulo
Junior Angulo (ur. 14 stycznia 2000) – ekwadorski judoka.
Startował w Pucharze Świata w 2019 i 2020. Brązowy medalista igrzysk panamerykańskich w 2019. Mistrz panamerykański juniorów w 2020 roku.